# Gion-Reto Killias
Gion-Reto Killias (* 1970 in Zürich) ist ein Schweizer Filmeditor.

## Leben
Gion-Reto Killias schloss sein Film/Video-Studium an der Hochschule für Gestaltung und Kunst in Zürich ab. Ab dieser Zeit wurde er als freischaffender Filmeditor tätig.
2012 wurde er mit dem Spezialpreis der Akademie des Schweizer Filmpreises geehrt. Für den Dokumentarfilm Almost There von Jacqueline Zünd wurde er 2018 mit dem Filmpreis für die Beste Montage ausgezeichnet und war für Where We Belong 2020 erneut nominiert, auch hier mit Jacqueline Zünd als Regisseurin.
Gion-Reto Killias ist Mitglied der Schweizer Filmakademie.

## Filmografie (Auswahl)
- 2006: Havarie
- 2006: Das Fräulein
- 2009: Pepperminta
- 2010: Der letzte Weynfeldt
- 2011: Abrir puertas y ventanas
- 2011: Day Is Done
- 2012: Nebelgrind
- 2012: Eine wen iig, dr Dällebach Kari
- 2013: Die schwarzen Brüder
- 2013: Kursverlust
- 2014: Tatort: Verfolgt
- 2015: Schellen-Ursli
- 2015: Nichts passiert
- 2016: Almost There (Dokumentarfilm)
- 2017: Zwiespalt
- 2019: Where We Belong (Dokumentarfilm)
- 2020: Tödliche Geheimnisse – Das Versprechen
- 2021: Tatort: Neugeboren